# Juan de Agüero
Juan de Agüero fue gobernador interino de Nicaragua. Hijo del doctor Pedro de Agüero (m. 22 de septiembre de 1593), Oidor de la Real Audiencia de Guatemala.

Tuvo el grado militar de capitán. Fue gobernador interino de Nicaragua de 1627 a 1630 y después de concluido su gobierno se radicó en esa provincia. Su casa era considerada una de las mejores de León.

El 30 de marzo de 1634 fue nombrado por la Real Audiencia de Guatemala como gobernador interino de Costa Rica, por haber fallecido el gobernador titular Juan de Villalta y no haber aceptado el cargo Gaspar de Aguilar, pero declinó la designación. A fin de cuentas la Corona nombró como gobernador titular a Gregorio de Sandoval Anaya y González de Alcalá.

En 1642 fue Corregidor de Subtiava, Nicaragua. Posteriormente fue alcalde ordinario de la ciudad de León, Nicaragua, y adquirió el oficio de alférez mayor y regidor perpetuo del Ayuntamiento de León, que la Real Audiencia de Guatemala le confirmó el 14 de marzo de 1651.
Su hijo Francisco de Agüero fue alcalde ordinario de León y su hijo Pedro alférez mayor de la misma ciudad.
- Datos: Q5952964